# Anna Brysz
Anna Brysz (ur. 12 maja 1992 w Świętochłowicach) – polska judoczka.
Zawodniczka GKS Czarni Bytom (2005-2014). Brązowa medalistka mistrzostw Polski seniorek 2010 w kategorii do 63 kg. Ponadto m.in. młodzieżowa wicemistrzyni Polski 2011 oraz dwukrotna brązowa medalistka mistrzostw Polski juniorek (2009, 2010). Siostra judoków: Adama Brysza i Jacka Brysza.